# 鴻神社
鴻神社（こうじんじゃ）は、埼玉県鴻巣市に所在する神社。鴻巣宿の鎮守である。旧社格は村社。毎年12月4日には、境内にて酉の市が開かれることでも知られる。

## 由緒と沿革
鴻巣宿の中心にあった氷川社、熊野社、雷電社を明治6年（1873年）に合祀し鴻三社と号したのが始まりである。その後、明治35年（1902年）に、日枝社、東照宮、大花稲荷社、八幡社を合祀して、社号を現在の鴻神社と改めた。当初は市内宮地5丁目にあったが、後に現在地に移転した。なお、旧社地には現在も八幡、稲荷、氷川の三社の祠が残されている。
大本となった三社のうち
- 氷川社は鴻ノ宮氷川大明神または端ノ宮（はじのみや）と言い鴻巣郷総鎮守として広く崇敬を集めた古社である。また「こうのとり伝説」の由来となっている社でもある。
- 熊野社は古くは熊野権現と号した古社だが創建は不明である。近隣の豪族の深井対馬守景吉が永禄4年（1561年）に紀州熊野社を参詣して、その社地の霊土と御神燈を持ち帰り、鴻巣宿の熊野社の社殿の下に霊土を埋めたと伝えられている。
- 雷電社は現在の鴻神社の場所にあり、竹林が多い事から「竹の森雷電社」とも呼ばれた。

## コウノトリ伝説
昔、「樹の神」と言われる大樹があり、人々は「樹の神」の難を逃れるためにお供え物をして祭っていた。これを怠ると必ず祟りが起こり人々は恐れ慄いていた。ある時、一羽のコウノトリが飛来して、この木の枝に巣を作り卵を産み育て始めた。すると大蛇が現れて卵を飲み込もうとした。これに対しコウノトリは果敢に挑みこれを撃退させた。
それから後は「樹の神」が害を成す事は無くなったという。人々は木の傍に社を建て「鴻巣明神」と呼ぶようになり、土地の名も鴻巣と呼ぶようになったと伝えられている。